# Back in Black
Back in Black là album phòng thu thứ 7 của ban nhạc rock người Úc AC/DC, được phát hành vào ngày 25 tháng 7 năm 1980 bởi hai hãng đĩa Albert Productions và Atlantic Records. Đây là album đầu tiên của ban nhạc có sự góp mặt của giọng ca chính của Brian Johnson, kể từ sau khi cựu giọng hát chính của nhóm, Bon Scott qua đời. Sau khi gây đột phá về mặt thương mại với album Highway to Hell (1979), AC/DC đang dự định ghi sản phẩm tiếp nối nhưng vào tháng 2 năm 1980, Scott qua đời vì bị ngộ độc rượu do uống say quá chén. Tuy nhiên, thay vì bị giải thể, nhóm quyết định tiếp tục hoạt động và tuyển mộ Johnson – cựu giọng ca chính của ban nhạc Geordie vào thay vị trí của Scott.
Album do Johnson, Angus và Malcolm Young đồng sản xuất và được ghi âm trong hơn 7 tuần tại Bahamas từ tháng 4 đến tháng 5 năm 1980 với nhà sản xuất nhạc Robert John "Mutt" Lange – người từng cộng tác với AC/DC ở các sản phẩm trước. Sau khi hoàn tất nhạc phẩm, ban nhạc đã tiến hành trộn âm cho Back in Black tại phòng thu Electric Lady Studios ở thành phố New York.
Không chỉ là album thứ 6 của AC/DC ra mắt trên thị trường quốc tế, Back in Black còn gặt hái thành công lớn chưa từng có tiền lệ. Tính tới năm 2011, Back in Black đã bán được khoảng 50 triệu bản trên toàn thế giới, trở thành album bán chạy thứ hai trong lịch sử, chỉ sau Thriller của Michael Jackson. Ban nhạc đã hỗ trợ quảng bá album bằng một chuyến lưu diễn toàn thế giới diễn ra trong 1 năm, qua đó đưa họ vào hàng ngũ những nghệ sĩ nổi tiếng nhất ở đầu thập niên 1980. Nhạc phẩm nhận được những đánh giá tích cực từ giới phê bình trong những ngày đầu phát hành album và kể từ đó có mặt trong nhiều danh sách "album xuất sắc nhất". Kể từ khi nguyên tác ra đời, album đã được tái bản và xử lý hậu kỳ nhiều lần, lần gần nhất là dành các phiên bản phân phối kĩ thuật số. Ngày 9 tháng 12 năm 2019, Back in Black nhận được 25 chứng chỉ bạch kim bởi Hiệp hội Công nghiệp ghi âm Hoa Kỳ (RIAA).

## Hoàn cảnh ra đời

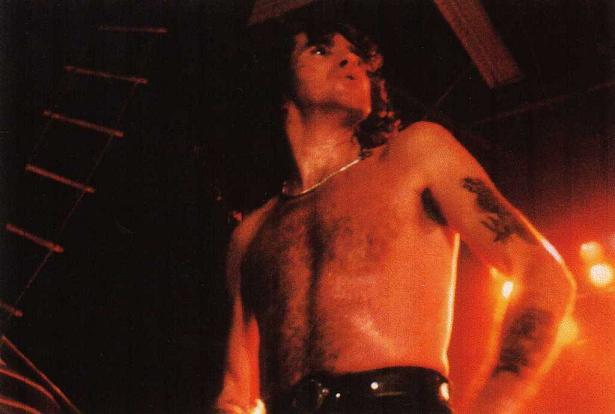
Bon Scott, cố giọng ca của AC/DC vào tháng 12 năm 1979.

AC/DC được thành lập vào năm 1973 và lần đầu gây đột phá ở thị trường quốc tế vào năm 1977 với album Let There Be Rock. Đến năm 1979, nhóm đã gặt hái thành công vang dội hơn với dự án album thứ 6 mang tên Highway to Hell. Robert John "Mutt" Lange là người đứng ra sản xuất đĩa nhạc, biến âm thanh của ban nhạc trở nên bắt tai và dễ tiếp cận người nghe hơn; nhạc phẩm đã trở thành album đầu tiên của nhóm giành được chứng nhận vàng tại Mỹ với doanh số tiêu thụ 500.000 bản, đồng thời vươn tới vị trí cao nhất – hạng 17 trên bảng xếp hạng nhạc pop của quốc gia này cũng như vị trí số 8 tại Anh Quốc.
Khi cận kề thập kỷ mới, AC/DC đã lên đường tới Anh và Pháp nhằm thực hiện những ngày diễn cuối cùng của Highway to Hell. Họ định bắt đầu ghi sản phẩm kế tiếp ngay sau khi hoàn thành chuyến đi trên. Ngày 19 tháng 2 năm 1980, Scott đi nhậu tại một quán bar tại Luân Đôn nhiều đến mức làm anh ngất xỉu, vì vậy một người bạn đã chở anh về và để nam ca sĩ nghỉ qua đêm trong chiếc xe hơi Renault 5. Sáng hôm sau, Scott bị phát hiện không có dấu hiệu tỉnh lại và được chở khẩn cấp đến bệnh viện King's College, nhưng đội ngũ nhân viên y tế ở viện thông báo anh đã tắt thở trước khi đến nơi. Tổ điều tra ra phán quyết rằng hút dịch nôn là nguyên nhân làm Scott tử vong, nhưng nguyên nhân chính thức được ghi trong giấy chứng tử là "ngộ độc rượu cấp tính" và được phân vào hạng mục "chết do tai nạn bất ngờ". Thi thể của Scott được hỏa táng và thân nhân đã đem tro cốt của anh đi chôn cất tại Nghĩa trang Fremantle ở Fremantle, Tây Úc. Đây là mất mát quá lớn khiến cho ban nhạc suy sụp và họ đã tính đến chuyện giải thể. Tuy nhiên bạn bè và gia đình họ lại động viên họ tiếp tục hoạt động. Sau đám tang của Bon Scott, AC/DC lập tức bắt đầu đi tìm người thay thế vị trí hát chính. Theo lời khuyên của Lange, nhóm đã lựa chọn Brian Johnson – cựu giọng ca của nhóm Geordie để đảm nhiệm vị trí kể trên.

## Thu âm và sản xuất

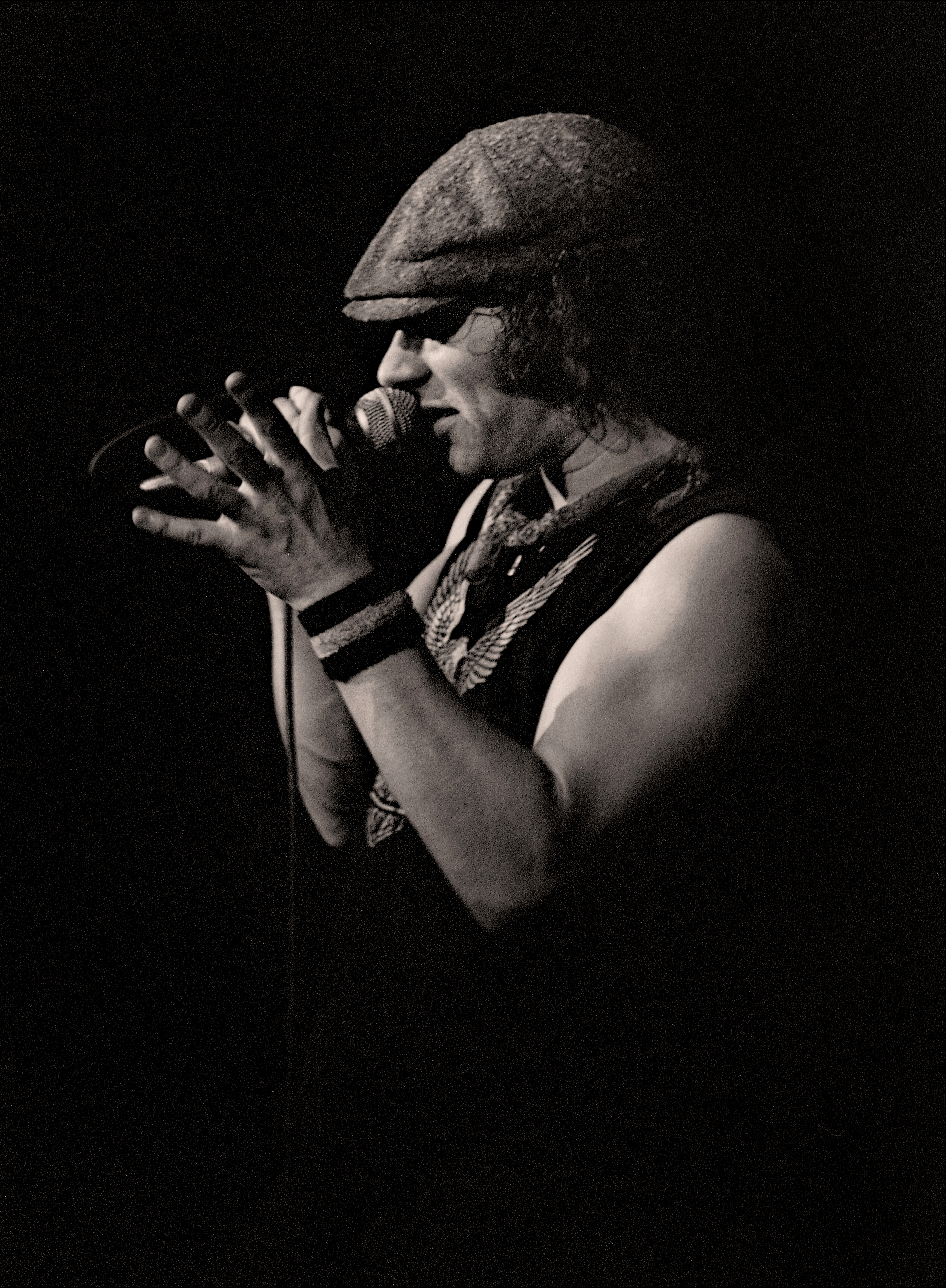
Back in Black là album đầu tiên mà Brian Johnson (ảnh chụp năm 1982) làm giọng ca chính cho AC/DC.

Khi AC/DC bắt đầu đặt bút viết những chất liệu mới cho sản phẩm kế tiếp của Highway to Hel, giọng ca chính Bon Scott (từng khởi nghiệp làm tay trống  cho ban nhạc The Spektors) đã thu các bản nhạc ghi trống trên các đĩa demo của  "Let Me Put My Love Into You" và "Have a Drink on Me". Lịch tập dượt cho Back in Black dự kiến diễn ra trong hơn 3 tuần tại phòng thu E-Zee Hire Studios ở Luân Đôn, nhưng bị cắt ngắn xuống còn một tuần, bởi nhóm đã có buổi tập đầu tiên tại phòng thu Compass Point Studios ở Nassau, Bahamas. Dù nhóm định tiến hành thu âm tiếp tại Anh nhưng lại không có sẵn phòng thu ở đó, và Bahamas được lựa chọn làm địa điểm thay thế bởi nơi đây có mức thuế dễ chịu.
Back in Black được thu âm từ giữa tháng 4 đến tháng 5 năm 1980 tại phòng thu Compass Point với nhà sản xuất "Mutt" Lange. Khi AC/DC đặt chân đến đây, nơi này đang hứng chịu nhiều cơn bão nhiệt đới, khiến cho điện trong phòng thu gặp trục trặc. Johnson kể lại: "Nó là một dạng phòng thu khắc nghiệt, chúng tôi ở trong những căn phòng nhỏ xíu bằng bê tông này, nhưng vẫn khá thoải mái, tôi thì có một cái ghế và một chiếc giường. Và một người phụ nữ da đen lớn tuổi và khổng lồ điều hành toàn bộ nơi đây. Chà, bà ấy thật đáng sợ, bà điều hành nơi đây bằng một cây roi sắt. Chúng tôi buộc phải khóa cửa vào ban đêm vì bà cảnh báo với bọn tôi rằng những người Haiti sẽ tràn xuống nơi đây để cướp bóc. Vì thế bà ấy mua cho chúng tôi những cây giáo đánh cá dài 6 foot (1,8 m) để giữ cái cửa chết tiệt đó. Tôi có thể nói vui với các bạn rằng ở đây khác một trời một vực so với Newcastle." Ngoài ra, trang thiết bị của ban nhạc lúc đầu bị hải quan giữ lại, còn những vật dụng vận chuyển sau từ Anh tới rất chậm. Johnson cảm thấy áp lực đè nặng lên mình trong thời gian này vì chưa bao giờ thu âm cùng nhóm. Không có sáng tác nào của Scott được dùng làm lời cho album, vì ban nhạc thấy có thể tạo ra ấn tượng rằng họ kiếm lợi nhuận từ việc anh qua đời. Johnson còn cho biết anh gặp khó với chuyện thích nghi với môi trường và thậm chí nhắc đến thời tiết xấu trong những câu hát mở đầu của "Hells Bells". Lange đặc biệt chú trọng vào giọng hát của Johnson và đòi hỏi sự hoàn hảo trong mỗi lần nam ca sĩ hát thử.
| “                       | Chuyện đó kiểu như "Lần nữa, Brian, lại lần nữa – khoan đã, anh hát nốt nhạc đó quá lâu đến nỗi hết hơi để thở rồi". Ông ta sẽ không để bất cứ điều gì vượt ngoài tầm kiểm soát của mình. Ông ấy làm vậy vì không muốn khán giả nghe album vào một lúc nào đó, rồi họ nói rằng chẳng ai hát được như thế, thậm chí hơi thở cũng phải đặt đúng chỗ. Bạn không thể chỉ trích một người chỉ với chuyện đó, nhưng ông ta đã làm tôi phát điên. Tôi ngồi bệt xuống và thở gắt, 'Arrggghh!'. | ” |
| — Brian Johnson kể lại. | |   |

Theo Angus Young, bìa toàn màu đen của album là "dấu hiệu để tang" Scott. Atlantic Records lúc đầu không chấp nhận bìa đĩa, nhưng rồi đổi ý sau khi ban nhạc thêm một đường viền màu xám xung quanh logo AC/DC.

## Phát hành và quảng bá
Back in Black được phát hành lần đầu tại Mỹ vào ngày 25 tháng 7 năm 1980. Kế dó album ra mắt tại Anh Quốc và phần còn lại của châu Âu vào ngày 31 tháng 7, rồi tại Úc vào ngày 11 tháng 8. Album ngay lập tức gặt hái thành công về mặt thương mại với việc ra mắt ở vị trí quán quân UK Albums Chart cũng như dạt vị trí thứ 4 trên Billboard 200—khiến cho tờ Rolling Stone phải thốt lên rằng đây là "một màn trình diễn ngoại hạng của một album nhạc heavy metal." Nhạc phẩm chiếm ngôi đầu bảng xếp hạng UK Albums Chart trong 2 tuần và trụ trong top 10 của Billboard 200 trong hơn 5 tháng. Tại Úc, album giành vị trí á quân trên ARIA Charts.
Sau khi Back in Black được phát hành, các đĩa nhạc cũ của AC/DC gồm Highway to Hell, If You Want Blood You've Got It và Let There Be Rock đều tái xuất tại bảng xếp hạng UK Albums Chart, biến họ trở thành ban nhạc đầu tiên kể từ The Beatles có tới 4 album cùng một lúc lọt vào Top 100 của Anh. Thành công của Back in Black ở Mỹ đã tác động đến Atlantic – hãng thu âm của AC/DC tại Mỹ – khiến hãng này cho phát hành album Dirty Deeds Done Dirt Cheap (1976) của nhóm lần đầu tiên tại Mỹ; tháng 5 năm 1981, album đã vượt qua Back in Black để chiếm giữ vị trí thứ 3 trên Billboard 200.
Nhằm quảng bá album, ban nhạc đã tiến hành ghi các video âm nhạc (MV) cho các bài hát "You Shook Me All Night Long", "Hells Bells", bài tiêu đề, "Rock and Roll Ain't Noise Pollution", "Let Me Put My Love Into You" và "What Do You Do for Money Honey". Chỉ có 4 bài đầu tiên trong số trên được phát hành thành đĩa đơn. Tại Mỹ, đĩa "You Shook Me All Night Long"/"Have a Drink on Me" trở thành bài hit đầu tiên của AC/DC lọt vào Top 40 của quốc gia này, đạt vị trí cao nhất là hạng 35.
Ngày 13 tháng 12 năm 2007, Back in Black đã có tới 22 lần được chứng nhận nhiều đĩa bạch kim bởi Hiệp hội Công nghiệp ghi âm Hoa Kỳ (RIAA), tức tương đương mức tiêu thụ 22 triệu đĩa nhạc ở Mỹ. Thành tích này giúp album xếp ở vị trí số 6 trong danh sách album bán chạy nhất ở Mỹ. Nhạc phẩm còn tiêu thụ từ 1 triệu bản trở lên tại các nước Canada, Đức và Pháp. Tính trên toàn thế giới, Back in Black tiếp tục bán ra 50 triệu đĩa, làm cho nhà báo Mark Beaumont của NME tặng cho đĩa nhạc danh hiệu "album nhạc hard rock bán chạy nhất từ trước đến nay", còn nhà sử học nhạc rock Brock Helander thì cho rằng nhạc phẩm có thể là "album nhạc heavy metal bán chạy nhất lịch sử".

## Đánh giá chuyên môn
| Đánh giá chuyên môn tái nhìn nhận | Đánh giá chuyên môn tái nhìn nhận |
| Nguồn đánh giá                    | Nguồn đánh giá                    |
| Nguồn                             | Đánh giá                          |
| --------------------------------- | --------------------------------- |
| AllMusic                          | [ 25 ]                            |
| Blender                           | [ 26 ]                            |
| Christgau's Record Guide          | B−                                |
| Encyclopedia of Popular Music     | [ 28 ]                            |
| The Great Rock Discography        | 8/10                              |
| MusicHound Rock                   | 5/5                               |
| Pitchfork                         | 8.8/10                            |
| Rolling Stone                     | [ 31 ]                            |
| The Rolling Stone Album Guide     | [ 32 ]                            |
| Spin Alternative Record Guide     | 8/10                              |

Trong bài đánh giá của tạp chí Rolling Stone vào năm 1980, nhà báo David Fricke xem Back in Black "không chỉ là tác phẩm hay nhất trong số 6 album ở Mỹ của AC/DC" mà còn là "đỉnh cao của nghệ thuật heavy metal: đĩa LP đầu tiên kể từ Led Zeppelin II chinh phục được tất cả máu, mồ hôi và tính ngạo mạn của thể loại này". Red Starr từ tạp chí Smash Hits thì đưa ra nhận xét có phần phê phán hơn, ông thấy rằng khó phân biệt các ca khúc với nhau và [album] bị hủy hoại bởi những khúc phóng túng cường điệu nam tính, các câu hát phổ thông trong nhạc rock, tiếng guitar sáng chói và bè đệm buồn tẻ" trên "một thắng lợi nữa dành cho mẫu số chung headbanging thấp nhất—album mới của AC/DC vừa rất dễ đoán, vừa cực kỳ tệ hại". Ông chấm đĩa nhạc điểm 3/10.
Trong một bài đánh giá tái nhìn nhận, nhà phê bình Christian Hoard của Rolling Stone khen ngợi Back in Black là tác phẩm xuất sắc nhất của AC/DC, và có thể là "bản nhạc có hiệu quả nhất mọi thời đại–loại nhạc arena rock nâng bi mà dân punk có thể yêu thích". Một cây bút khác của Rolling Stone là Barry Walters thì cho rằng Back in Black "vẫn nghe rất giàu sức [ảnh hưởng] vượt thời gian, cái chất hard rock ấy đơn giản không một chút hối hận nhưng được chế tác một cách gay gắt" và "một màn ăn mừng, nhảy múa theo kiểu tình dục của động vật", mặc dù ông có để ý thấy "chủ nghĩa phân biệt giới tính vô cảm" trong các bài hát như "What Do You Do for Money Honey" và "Given the Dog a Bone".
Back in Black có mặt trong rất nhiều danh sách những nhạc phẩm "hay nhất". Năm 1989, Back in Black xếp thứ 26 trong danh sách 100 album hay nhất thập niên 80 của tạp chí Rolling Stone. Bài hát tiêu đề thì đứng thứ 190 trong danh sách 100 ca khúc vĩ đại nhất mọi thời đại của cùng tạp chí trên. Năm 2001, VH1 liệt Back in Black thứ 82 trong danh sách Top 100 album của kênh này.. VH1 cũng xếp bài hát tiêu đề thứ 2 trong danh sách "100 ca khúc hard rock xuất sắc nhất mọi thời đại". Năm 2003, album lại được Rolling Stone lựa chọn ở vị trí số 77 trong danh sách "500 album vĩ đại nhất mọi thời đại" của ấn phẩm, đạt cùng thứ hạng này trong danh sách tái chọn lọc năm 2012. Năm 2006, tạp chí Q xếp album đứng thứ 9 trong danh sách 40 album hay nhất thập niên 80. Cùng năm đó, Back in Black có mặt trong danh sách "100 album xuất sắc nhất mọi thời đại" của TIME.

## Dấu ấn và ảnh hưởng
Back in Black là một album nhạc hard rock và heavy metal giàu sức ảnh hưởng. Theo nhà báo Tim Jonze của The Guardian, album được nhiều người ca ngợi là "dấu hiệu mở" cho thể loại heavy metal. NME xem album là một sản phẩm quan trọng trong làng metal và hard rock của thập niên 1980, đồng thời điền tên nhạc phẩm trong danh sách 20 album nhạc metal hay nhất của thập niên trên; bên cạnh đó The Daily Telegraph cũng liệt Back in Black là một trong những album heavy metal xuất sắc nhất mọi thời đại. Paul Brannigan của tạp chí Metal Hammer nhắc đến Back in Black là một trong 10 album đã giúp tái định hình danh tiếng toàn cầu của dòng nhạc metal vào năm 1980, biến năm đó trở thành "năm huy hoàng nhất của heavy metal".

## Danh sách bài hát
Tất cả các ca khúc được viết bởi Angus Young, Malcolm Young và Brian Johnson.
| Mặt A | Mặt A                            | Mặt A      |
| STT   | Nhan đề                          | Thời lượng |
| ----- | -------------------------------- | ---------- |
| 1.    | "Hells Bells"                    | 5:10       |
| 2.    | "Shoot to Thrill"                | 5:17       |
| 3.    | "What Do You Do for Money Honey" | 3:33       |
| 4.    | "Given the Dog a Bone"           | 3:30       |
| 5.    | "Let Me Put My Love Into You"    | 4:16       |

| Mặt B | Mặt B                                 | Mặt B      |
| STT   | Nhan đề                               | Thời lượng |
| ----- | ------------------------------------- | ---------- |
| 1.    | "Back in Black"                       | 4:14       |
| 2.    | "You Shook Me All Night Long"         | 3:30       |
| 3.    | "Have a Drink on Me"                  | 3:57       |
| 4.    | "Shake a Leg"                         | 4:06       |
| 5.    | "Rock and Roll Ain't Noise Pollution" | 4:15       |

- Theo trang web chính thức của AC/DC và hầu hết những hãng phát hành trên thế giới, ca khúc thứ 4 là "Given the Dog a Bone"[46][47]. Trong một vài ấn bản, đặc biệt là tại Úc, nhan đề được ghi là "Givin' the Dog a Bone" hay "Giving the Dog a Bone"[48].

## Xếp hạng
| Năm  | Xếp hạng                                 | Vị trí cao nhất |
| ---- | ---------------------------------------- | --------------- |
| 1980 | Album Áo (Ö3 Austria)                    | 6               |
| 1980 | Pháp (IFOP)                              | 1               |
| 1980 | Album Đức (Offizielle Top 100)           | 3               |
| 1980 | Album Hà Lan (Album Top 100)             | 27              |
| 1980 | Album Thụy Điển (Sverigetopplistan)      | 12              |
| 1980 | Album Anh Quốc (OCC)                     | 1               |
| 1980 | Hoa Kỳ Billboard 200                     | 4               |
| 1981 | Úc (Kent Music Report)                   | 1               |
| 1981 | Canada Top Albums/CDs (RPM)              | 1               |
| 1982 | Album New Zealand (RMNZ)                 | 24              |
| 2005 | Album Na Uy (VG-lista)                   | 8               |
| 2005 | Album Tây Ban Nha (PROMUSICAE)           | 33              |
| 2008 | Album Thụy Sĩ (Schweizer Hitparade)      | 36              |
| 2009 | Album Đan Mạch (Hitlisten)               | 27              |
| 2009 | Album Phần Lan (Suomen virallinen lista) | 9               |
| 2010 | Album Úc (ARIA)                          | 44              |
| 2012 | Album Pháp (SNEP)                        | 126             |

| Năm  | Xếp hạng                            | Vị trí cao nhất |
| ---- | ----------------------------------- | --------------- |
| 1980 | Pháp (IFOP)                         | 2               |
| 1981 | Úc (Kent Music Report)              | 3               |
| 1981 | Canada Top Albums/CDs (RPM)         | 9               |
| 2015 | Hoa Kỳ Billboard 200                | 114             |
| 2018 | Hoa Kỳ Billboard 200                | 189             |
| 2020 | Album Thụy Điển (Sverigetopplistan) | 84              |
| 2020 | Hoa Kỳ Billboard 200                | 89              |

## Chứng nhận
| Quốc gia | Chứng nhận   | Số đơn vị/doanh số chứng nhận |
| --- | ------------ | ----------------------------- |
| Argentina (CAPIF) | 3× Bạch kim  | 180.000^                      |
| Úc (ARIA) | 12× Bạch kim | 840.000^                      |
| Áo (IFPI Áo) | Bạch kim     | 50.000*                       |
| Canada (Music Canada) | Kim cương    | 1.000.000^                    |
| Đan Mạch (IFPI Đan Mạch) | 2× Bạch kim  | 40.000‡                       |
| Pháp (SNEP) | 2× Bạch kim  | 1.394.900                     |
| Đức (BVMI) | 2× Bạch kim  | 1.000.000^                    |
| Ý (FIMI) | 2× Bạch kim  | 100.000*                      |
| New Zealand (RMNZ) | Bạch kim     | 15.000^                       |
| Tây Ban Nha (PROMUSICAE) | Vàng         | 50.000^                       |
| Thụy Sĩ (IFPI) | 2× Bạch kim  | 100.000^                      |
| Anh Quốc (BPI) | 2× Bạch kim  | 600.000‡                      |
| Hoa Kỳ (RIAA) | 25× Bạch kim | 25.000.000‡                   |
| * Chứng nhận dựa theo doanh số tiêu thụ. ^ Chứng nhận dựa theo doanh số nhập hàng. ‡ Chứng nhận dựa theo doanh số tiêu thụ và phát trực tuyến. |              |                               |